# (24296) Marychristie
(24296) Marychristie est un astéroïde de la ceinture principale d'astéroïdes.

## Description
(24296) Marychristie est un astéroïde de la ceinture principale d'astéroïdes. Il fut découvert le 14 décembre 1999 à Socorro (Nouveau-Mexique) par le projet LINEAR. Il présente une orbite caractérisée par un demi-grand axe de 2,59 UA, une excentricité de 0,13 et une inclinaison de 5,4° par rapport à l'écliptique.

## Compléments